# 12 Dywizjon Rakietowy Obrony Powietrznej
12 dywizjon rakietowy Obrony Powietrznej (12 dr OP) – samodzielny pododdział Wojsk Obrony Powietrznej Kraju.
Dywizjon stacjonował w Zimnej Wódce i podległy dowódcy 1 Brygady Rakietowej Obrony Powietrznej. Dywizjon został rozformowany w 1998 roku.

## Historia
Na podstawie Zarządzenia Szefa Sztabu Generalnego WP Nr 0012/Org. z dnia 9 lutego 1962 i rozkazu dowódcy 1. Korpusu OPK Nr 0030/Org. z 26 marca 1962, na bazie rozformowanych 96. i 89. pułków artylerii przeciwlotniczej przystąpiono do formowania dywizjonów rakietowych Dywizji Śląskiej. Jednym z nich był 12. dr OP w m. Strzelce Opolskie (Zimna Wódka). Stanowisko dowodzenia i stanowiska ogniowe znajdowały się na południowy wschód od miejscowości Olszowa 50°27′05″N 18°17′28″E/50,451389 18,291111.
W roku 1962 dywizjon odbył swoje pierwsze strzelanie bojowe na poligonie ZSRR.
W roku 1964 wraz z 13 Dywizją, dywizjon włączony został w system dyżurów bojowych Wojsk OPK.
W latach 1967, 1972, 1977, 1981 odbyły się kolejne strzelania bojowe dywizjonu na poligonie w ZSRR.

W roku 1996 dywizjon odbył swoje ostatnie strzelanie bojowe, zakończone oceną bardzo dobrą, na poligonie Wicko Morskie koło Ustki.

## Dowódcy dywizjonu
- kpt. Zbigniew Olejnik	– 1962–1967
- mjr Józef Dyrlaga – 1967–1970
- ppłk Czesław Urban – 1970–1975
- ppłk Bronisław Wajda – 1975–1976
- ppłk Eugeniusz Półka – 1976–1990
- kpt. Zbigniew Mizia – 1990–1993
- ppłk Ireneusz Zaguła – 1993–1998